# МКС-71
МКС-71 — сімдесят перший довготривалий екіпаж Міжнародної космічної станції. Його робота розпочалась 6 квітня 2024 року з моменту відстиковки від станції корабля Союз МС-24 та тривала до 23 вересня 2024 року. Експедиція складалась із декількох етапів — на станції працювали екіпажі кораблів Союз МС-25, SpaceX Crew-8 та Союз МС-26, а також екіпаж місії Boeing Crew Flight Test.

## Екіпаж
Експедиція складалась із декількох етапів — на першому на станції працювало 7 космонавтів — екіпажі кораблів Союз МС-25 та SpaceX Crew-8. У червні до МКС також прибув екіпаж місії Boeing Crew Flight Test. Було заплановано, що ця місія буде тривати близько 8 діб. Проте, через технічні проблеми з кораблем, врешті було прийнято рішення повернути його на Землю без пілотів, а космонавти продовжили працювати на станції. 11 вересня до експедиції приєдналися троє космонавтів на кораблі Союз МС-26.
| Корабель                | Члени екіпажу                               | Частина 71a              | Частина 71b                | Частина 71c          |
| Корабель                | Члени екіпажу                               | 6 квітня – 6 червня 2024 | 6 червня – 11 вересня 2024 | 11 – 23 вересня 2024 |
| ----------------------- | ------------------------------------------- | ------------------------ | -------------------------- | -------------------- |
| Союз МС-25              | Олег Кононенко, Роскосмос П'ятий політ      | Командир                 | Командир                   | Командир             |
| Союз МС-25              | Микола Чуб, Роскосмос Перший політ          | Бортінженер              | Бортінженер                | Бортінженер          |
| Союз МС-25              | Трейсі Колдвел Дайсон, НАСА Третій політ    | Бортінженер              | Бортінженер                | Бортінженер          |
| SpaceX Crew-8           | Метью Домінік, НАСА Перший політ            | Бортінженер              | Бортінженер                | Бортінженер          |
| SpaceX Crew-8           | Майкл Рід Барратт, НАСА Третій політ        | Бортінженер              | Бортінженер                | Бортінженер          |
| SpaceX Crew-8           | Джанетт Еппс, НАСА Перший політ             | Бортінженер              | Бортінженер                | Бортінженер          |
| SpaceX Crew-8           | Олександр Гребінкін, Роскосмос Перший політ | Бортінженер              | Бортінженер                | Бортінженер          |
| Boeing Crew Flight Test | Баррі Юджин Вілмор, НАСА Третій політ       | Поза станцією            | Бортінженер                | Бортінженер          |
| Boeing Crew Flight Test | Суніта Лін Вільямс, NASA Третій політ       | Поза станцією            | Бортінженер                | Бортінженер          |
| Союз МС-26              | Олексій Овчинін, Роскосмос Третій політ     | Поза станцією            | Поза станцією              | Бортінженер          |
| Союз МС-26              | Іван Вагнер, Роскосмос Другий політ         | Поза станцією            | Поза станцією              | Бортінженер          |
| Союз МС-26              | Доналд Петтіт, НАСА Четвертий політ         | Поза станцією            | Поза станцією              | Бортінженер          |

## Хід місії
6 квітня 2024 о 03:54 (UTC) від станції від'єднався корабель Союз МС-24 із трьома космонавтами (Олег Новицький, Лорел О'Хара та Марина Василевська). На цьому завершилась робота 70-ї експедиції та почалась 71-ї у складі 7 космонавтів.
28 квітня вантажний корабель SpaceX CRS-30 від'єднався від станції та невдовзі опустився біля узбережжя Флориди. Корабель доставив на Землю результати наукових експериментів.
2 травня екіпаж SpaceX Crew-8 зайняв свої місця на борту корабля та здійснив протягом 45 хв. перестикування на інший порт МКС. Маневр було здійснено для подальшого приєднання корабля Boeing Starliner.
28 травня від станції від'єднався вантажний корабель Прогрес МС-25. Невдовзі він згорів у щільних шарах атмосфери.
1 червня до станції пристикувався вантажний корабель Прогрес МС-27. Він доставив 2504 кг ванатжу: паливо, питну воду, обладнання та апаратуру для станції.
6 червня — до станції пристикувався перший пілотований багаторазовий корабель"Старлайнер" місії Boeing Crew Flight Test. До МКС прибули Беррі Уілмор та Суніта Уільямс.
24 червня Трейсі Дайсон і Міхаель Баррат маи намір здійснити роботи у відкритому космосі. Проте вони тривали лише 31 хв. — через витік води в шланговому блоці на скафандрі Дайсон космонавти вимушені були повернутись до станції.
13 липня за допомогою крана Канадарм2 від станції було від'єднано вантажний корабель Cygnus NG-20. Невдовзі він доставив на Землю результати наукових експериментів.
6 серпня до станції прибув вантажний корабель Cygnus NG-21. Він доставив 3857 кг корисного вантажу.
13 серпня о 02:00 (UTC) від МКС від'єднався вантажний корабель Прогрес МС-26. Невдовзі він згорів у щільних шарах атмосфери.
17 серпня о 05:53 (UTC) вантажний корабель Прогрес МС-28 приєднався до станції. Він доставив 2621 кг корисного вантажу, серед якого: паливо, вода, стиснутий азот для попвнення атмосфери МКС, а також 1201 кг апаратури та різноманітного обладнання.
6 вересня о 22:04 (UTC) корабель Старлайнер компанії Boeing від'єднався від станції у безпілотному режимі. Через технічні проблеми з кораблем, його відстикування відбулось майже на три місяі пізніше запланованого терміну. Таке рішення було прийнято НАСА через неможливість гарантувати безпеку космонатів під час повернення. Корабель успішно приземлився 7 вересня, а екіпаж корабля продовжив працювати на МКС в очікуванні корабля SpaceX, на якому вони повинні повернутись.
11 вересня о 19:32 (UTC) до станції пристикувався корабель Союз МС-26 із трьома космонавтами на борту (Олексій Овчинін, Іван Вагнер та Дональд Петтіт). Екіпаж МКС став нараховувати 12 осіб.
21 вересня — відбулась церемонія передачі командування станцією від Олега Кононенка до Суніти Вільямс.
23 вересня о 08:36 (UTC) від станції від'єднався корабель Союз МС-25 із трьома космонавтами на борту (Олег Кононенко, Микола Чуб та Трейсі Колдвел Дайсон). На цьому завершилась робота 71-ї експедиції. На МКС у складі 72-ї експедиції продовжили працювати 9 космонавтів.